# 東片貝町 (前橋市)
東片貝町（ひがしかたかいまち）は、群馬県前橋市の地名。郵便番号は371-0012。2013年現在の面積は1.28km2。

## 地理
桃ノ木川右岸の広瀬川低地帯に位置する。

### 河川
- 桃ノ木川

## 歴史
江戸時代頃からある地名であり、前橋藩領だった。もとは西片貝村（現・西片貝町）と一村で片貝村と称された。

### 年表
- 戦国時代 - 山内上杉家の所領として「大胡庄之内･･･片貝村」が「上杉氏所領目録」（「彦部家文書」）に見える[5]。

- 天正18年（1590年）8月 - 平岩親吉が前橋城主となり、片貝村は以後江戸時代を通じて前橋藩の領地となる[6]。宝永4年（1707年）の「酒井忠挙領地目録」では東片貝村と西片貝村は別に挙げられているため、両村の分離はそれ以前のことである[7]。

- 明治22年（1889年）4月1日 - 町村制施行により、東片貝村は上泉村、江木村、堤村、亀泉村、堀之下村、石関村、西片貝村、幸塚村、上沖之郷、下沖之郷、荻窪村、三俣村と合併し南勢多郡桂萱村が成立する。
- 明治29年（1896年）4月1日 - 郡統合（南勢多郡と東群馬郡の統合）により、桂萱村は勢多郡に所属する。
- 昭和29年（1954年）4月1日 - 桂萱村は周辺1町5村（上川淵村、下川淵村、芳賀村、東村、元総社村、総社町）とともに前橋市へ編入され、前橋市東片貝町となる。

### 地名の由来
昔利根川が流れていたが、水が静かで片方の櫂で漕いで進めたことに由来するとされる。

## 世帯数と人口
2017年（平成29年）8月31日現在の世帯数と人口は以下の通りである。
| 町丁     | 世帯数  | 人口    |
| -------- | ------- | ------- |
| 東片貝町 | 707世帯 | 1,807人 |

## 小・中学校の学区
市立小・中学校に通う場合、学区は以下の通りとなる。
| 番地 | 小学校             | 中学校             |
| ---- | ------------------ | ------------------ |
| 全域 | 前橋市立桃瀬小学校 | 前橋市立桂萱中学校 |

## 交通

### 鉄道
鉄道駅はない。

### 道路
国道は国道50号が通っており、県道は通っていない。

## 施設
- 前橋総合卸売市場[10]
- 上電ゴルフセンター
- 桃ノ木川グラウンド
- 片貝神社 - 旧社格は村社[11]。もとは星宮と称した[12]。1月13日と4月13日に奉納される太々神楽（前橋市指定重要無形民俗文化財[13]）は明治時代に総社神社から伝わったとされる[14]。社殿は前方後円墳（桂萱大塚、『上毛古墳綜覧』桂萱村第9号墳）の南側を削って造営されている[15]。境内の虚空蔵堂は明治時代の神仏分離によって本殿に祀られていた虚空蔵菩薩像を遷したものである[16]。境内の鰻池には虚空蔵菩薩の眷属のウナギを献納したとされ、この池のウナギを捕ると目が潰れるという[17][18]。